# فراتر از مرزها
فراتر از مرزها (به انگلیسی: Beyond Borders) یک فیلم سینمایی آمریکایی در ژانر فیلم عاشقانه و کمک‌های بشردوستانه به کارگردانی مارتین کمبل که در سال ۲۰۰۳ اکران شده‌است. بازیگران اصلی فیلم، آنجلینا جولی و کلایو اوون هستند.
در «فراتر از مرزها» کلایو اوون (دکتر کالاهان) در نقش پزشکی بازی می‌کند که در کشورهای فقیر یا بحرانی مانند اتیوپی، کامبوج و چچن به کمک به مردم و همچنین فعالیت‌های نظامی مشغول است. آنجلینا جولی (سارا جردن) نیز پس از آشنایی با افکار او در یک نشست جنجالی در لندن به اینگونه فعالیت‌ها علاقه‌مند شده و به کمیساریای عالی پناهندگان سازمان ملل (UNHCR) می‌پیوندند. آن‌ها عاشق یکدیگر می‌شوند و در چند منطقه با هم کار می‌کنند. سارا دارای همسر و فرزند است اما روحیات او با همسرش که از خانواده‌ای ثروتمند در بریتانیا است همخوانی ندارد.
این فیلم در کانادا، نامیبیا و تایلند فیلمبرداری شده‌است و آهنگساز آن جیمز هورنر است.

## ساخت
تمام روستاهای موجود در مکانهای عجیب و غریب در فیلم، واقعی بود و
خدمه فیلم آب گرم جاری واقعی را برای روستائیان سپاس‌گزار راه اندازی کردند.
برخی از آنها تا آن زمان حتی یک مرد سفیدپوست ندیده بودند. همچنین هر زمان که خدمه تولید در صحنه‌های بیابانی، ردپای خود را در ماسه‌ها می‌گذاشتند، کارگردان مارتین کمپبل اصرار داشت که آن اثرات دوباره صاف شود.

## تأثیر
این فیلمی است الهام گرفته از بازیگر نقش اصلی آن آنجلینا جولی، که خود در کمک و امداد رسانی به جهان سوم علاقه‌مند و فعال است.

## نقش‌ها
آنجلینا جولی در زمان فیلمبرداری این فیلم در در کامبوج، مادوکس را به فرزندخواندگی پذیرفت. همچنین وی نوازندگی پیانو خودش را در فیلم اجرا می‌کند.

## بازخورد
اگرچه فراتر از مرزها مورد انتقاد شدید قرار گرفت، اما در وب سایت رسمی فیلم، رئیس سازمان بین‌المللی امداد رسانی با تقدیر از این فیلم گفت: "فراتر از مرزها، تصویری دقیق از ناامیدی مردم را نشان می‌دهد
کسانی که هستند، نیازمندان و کسانی که سعی در کمک به آنها دارند".

## پخش
در صحنه‌های پایانی فیلم، رنگ در بعضی صحنه‌ها از تصویر کشیده شده‌است تا واقعیت‌های سخت جنگ را واقعی تر نشان دهد.

## فیلمبرداری
فیلم در پنج ماه در سه قاره فیلمبرداری شد و به دلیل مه و باران‌های شدید تأخیرهایی در فیلم‌برداری به وجود آمد.

## فیلمنامه
فیلمنامه قبل از اتمام، دوازده پیش نویس را پشت سر گذاشت.